# David Kruse
David Kruse, né le 15 mai 2002 à Uldum au Danemark, est un footballeur danois. Il joue au poste de milieu central au IFK Göteborg.

## Biographie

### En club
Né à Uldum au Danemark, David Kruse commence le football au Sole IF, puis il joue pour le Hedensted IF avant d'être formé par l'AC Horsens, qu'il rejoint à partir des U13. Il signe son premier contrat professionnel le 1er août 2019, d'une durée de trois ans, soit jusqu'en juin 2022. 
Le 4 septembre 2019, Kruse fait ses débuts en professionnel, lors d'une rencontre de coupe du Danemark contre le Boldklubben Union (en). Il entre en jeu et son équipe s'impose par deux buts à zéro.
Il fait sa première apparition en Superligaen le 11 avril 2021, contre le SønderjyskE. Il entre en jeu à la place de Lirim Qamili (en)  et équipe s'impose par trois buts à deux.
Le 4 juin 2021, Kruse prolonge son contrat avec l'AC Horsens jusqu'en juin 2025.
Le 10 août 2023, David Kruse rejoint le Valenciennes FC pour un contrat de trois ans, soit jusqu'en juin 2026, avec une année supplémentaire en option.

### En sélection
David Kruse est convoqué pour la première fois avec l'équipe du Danemark espoirs en novembre 2022, par le sélectionneur Jesper Sørensen. Il joue son premier match avec les espoirs lors de ce rassemblement, le 17 novembre 2022, lors d'un match amical face à la Suède. Il entre en jeu à la place de William Bøving et les deux équipes se neutralisent (2-2 score final).
En mars 2023, Kruse est de nouveau retenu avec les espoirs, dans la première liste du nouveau sélectionneur Steffen Højer.

## Statistiques
| Saison                | Club                  | Championnat           | Championnat | Championnat | Coupe(s) nationale(s) | Coupe(s) nationale(s) | Total | Total |
| Saison                | Club                  | Division              | M.          | B.          | M.                    | B.                    | M.    | B.    |
| 2019-2020             | AC Horsens            | Superligaen           | -           | -           | 1                     | 0                     | 1     | 0     |
| 2020-2021             | AC Horsens            | Superligaen           | 5           | 0           | 2                     | 0                     | 7     | 0     |
| 2021-2022             | AC Horsens            | 1.Division            | 28          | 0           | 4                     | 0                     | 32    | 0     |
| 2022-2023             | AC Horsens            | Superligaen           | 31          | 0           | 3                     | 0                     | 34    | 0     |
| 2023-2024             | AC Horsens            | 1.Division            | 3           | 0           | -                     | -                     | 3     | 0     |
| Sous-total            | Sous-total            | Sous-total            | 67          | 0           | 10                    | 0                     | 77    | 0     |
| 2023-2024             | Valenciennes FC       | Ligue 2               | 21          | 1           | 2                     | 0                     | 23    | 1     |
| Total sur la carrière | Total sur la carrière | Total sur la carrière | 88          | 1           | 10                    | 0                     | 98    | 1     |